# Slijmerige drakentong
Slijmerige drakentong (Grateloupia turuturu) is een roodwier uit de klasse Florideophyceae. De wetenschappelijke naam van de soort werd in 1941 voor het eerst geldig gepubliceerd door Yukio Yamada.

## Kenmerken
Slijmerige drakentong is een van de grootste bekende rode zeewiersoort met verschillende kleurschakeringen, zoals rood, kastanjebruin en bordeauxrood. Het kan echter ook geel zijn bij afsterven. Het voelt slijmerig en glad, maar wel dik/stevig aan. Het groeit als een groot, plat, dik blad, of als bosjes van maximaal acht bladeren, groeiend uit een kleine (~5 mm) discvormige hechtschijf en een korte, smalle, cilindrisch steeltje (stengel). De bladeren variëren in grootte en vorm, van lintachtig tot niervormig, en kunnen onregelmatig verdeeld zijn. De randen zijn golvend en hebben vaak draadachtige of lansvormige uitsteeksels. Elk blad kan uitgroeien tot bijna een meter lang, vaak 3-15 centimeter breed en 10-70 cm lang.

## Verspreiding
G. turuturu wordt gevonden in Azië, heel Europa, Noord-Amerika en Oceanië. Het is inheems in de noordwestelijke Stille Oceaan van Vladivostok, Rusland tot het Zuid-Koreaanse eiland Jeju. Als gevolg van wereldwijde scheepvaart- en maritieme activiteiten is G. turuturu een invasieve soort geworden die natuurlijke gemeenschappen heeft veranderd door inheemse zeewiersoorten te overtreffen. Dit heeft geleid tot verlies van leefgebied in veel delen van de wereld, voornamelijk in Australië, Noord-Ierland, Groot-Brittannië en het noordoosten van de Verenigde Staten. In Europa wordt het gevonden langs de kusten van Frankrijk, Italië, Nederland, Portugal, Rusland, Spanje, het Verenigd Koninkrijk en de Kanaaleilanden.

## Leefgebied
Slijmerige drakentong is een vaste plant die gemiddeld 6-10 jaar oud wordt. Ze groeien het beste in voedselrijke wateren en worden vaak aangetroffen op rotsachtige lagen in de buurt van kust- en ondiepe kusten en groeit op een verscheidenheid aan substraten, waaronder gesteente, rotsblokken, kasseien, schelpen en kunstmatige substraten, waaronder scheepsrompen. Deze soort kan snel in lengte groeien en een piek in biomassa bereiken tijdens de nazomer- en vroege herfstmaanden; hoewel de groei in het late voorjaar en de vroege zomer begint af te nemen. Het heeft zich aangepast om te leven in variabele temperaturen en niveaus van zoutgehalte (12-52 ppt), is in staat om normale groei voort te zetten bij temperaturen zo laag als 3°C en zo hoog als 29°C. Dit is voordelig voor de plant omdat deze bestand is tegen veel veranderingen in het milieu, waardoor het een steeds bedreigendere en invasievere soort wordt. Verschillende kleine ongewervelde dieren leven in de buurt van G. turuturu, waaronder garnalen, slakken, jonge vissen en krabben. Er is weinig bewijs van herbivorie op G. turuturu.